# Photopsie
Unter Photopsie (griechisch) versteht man die Wahrnehmung von Lichterscheinungen wie Blitzen, Funken oder Flimmern ohne entsprechendes Korrelat in der Außenwelt. Auslöser dieser Wahrnehmungen können zum Beispiel Netzhautablösungen oder eine Glaskörperabhebung sein. Photopsien können zudem im Zusammenhang mit Migräne oder epileptischen Anfällen unter Beteiligung des Okzipital- oder Temporallappens auftreten. Eine geradezu klassische Form von Photopsie ist das „Sternchen sehen“, zum Beispiel bei einem Faustschlag auf das Auge (Contusio bulbi) oder einem Schlag auf den Schädel (Schädel-Hirn-Trauma).

## Auftreten nach Katarakt-Operationen
Bei Katarakt-Operationen, die als erfolgreich beurteilt werden, berichten Patienten häufig über Dysphotopsien. Ein sehr kleiner Teil der Patienten sieht sich dadurch langfristig beeinträchtigt. Als positive Photopsien bezeichnet man Reflexe bzw. Geisterbilder, negative Photopsien sind dunkle Schatten im Gesichtsfeld. Ihre Ursachen sind nicht abschließend geklärt. Es wird davon ausgegangen, dass positive Dysphotopsien zum Beispiel durch Mehrfachreflexion an der Linsenvorder- und Rückfläche, der Optikkante oder auch durch einen direkten Lichtpfad durch die Regenbogenhaut am Optikrand der Linse vorbei entstehen können. Negative Dysphotopsien, insbesondere im temporalen Gesichtsfeld, treten nach Katarakt-Operationen häufig auf. Als Erklärung gelten u. a. geringe Veränderung des Abbildungsmaßstabs durch die neue Linse, wodurch es „zu einer geringfügigen Verschiebung des zum blinden Fleck und zu den zentralen Gefäßen korrespondierenden Objektraums“ kommen könne.